# Municipio local de Stellenbosch
El municipio local de Stellenbosch es el municipio integrado por las localidades de Stellenbosch, Franschhoek y Pniel, y las áreas rurales que las circundan, en la provincia Occidental del Cabo, Sudáfrica. El municipio cubre una superficie de 831 km² y, según el censo de 2011, tiene una población de 155.733 habitantes en una cantidad de 43.420 casas. Se encuentra dentro del Distrito de Cape Winelands.